# Werke der Barmherzigkeit
Im Christentum unterscheidet man verschiedene Werke der Barmherzigkeit. Sie sind eine beispielhafte Aufzählung von Handlungen, in denen sich Nächstenliebe und Barmherzigkeit äußern. Ihre exemplarische Aufzählung geht auf die Bibel zurück, insbesondere auf die Endzeitrede Jesu im Matthäusevangelium (Mt 25,34–46 EU).

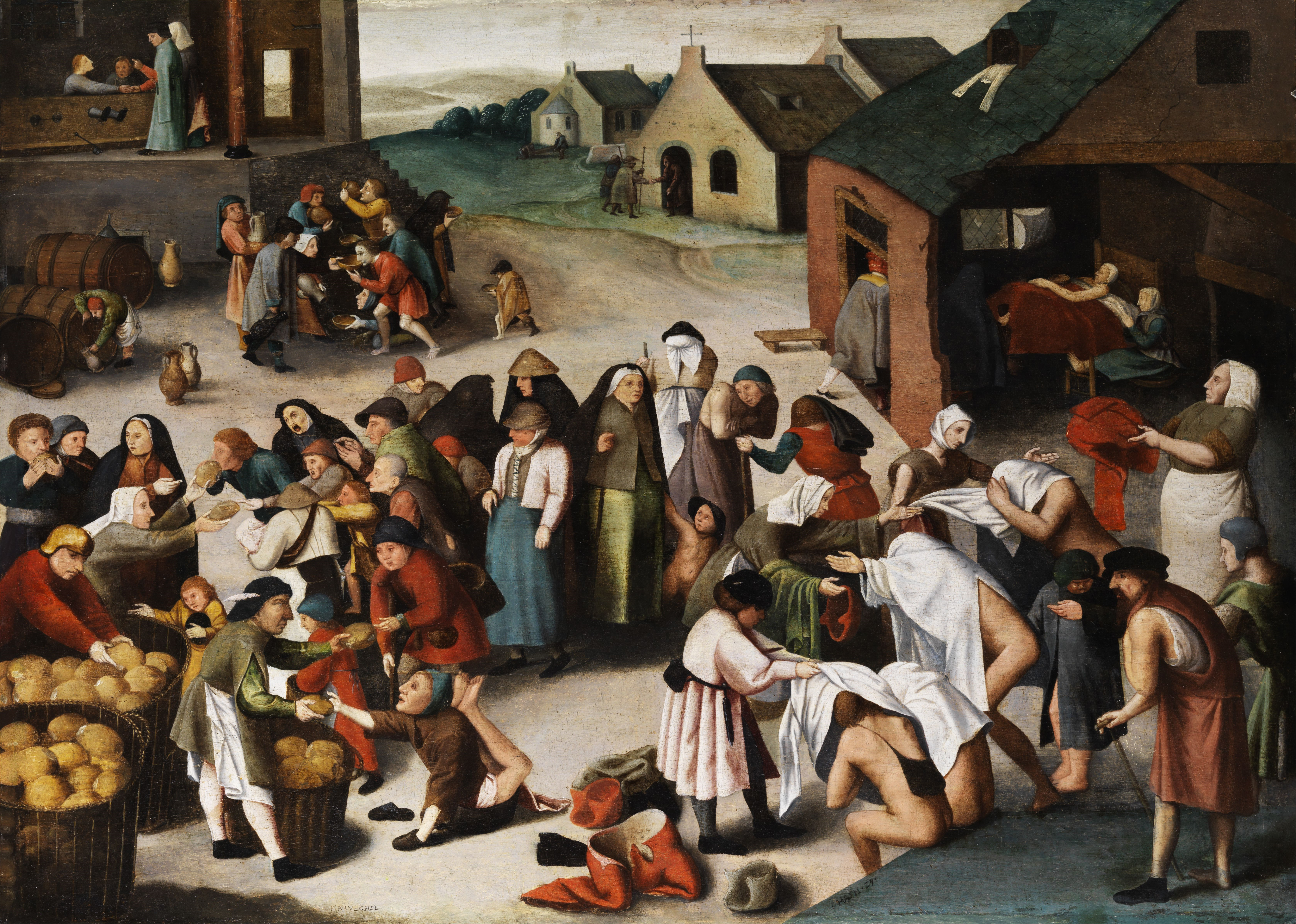
Umkreis Brueghels des Jüngeren: Die Werke der Barmherzigkeit, 17. Jh.

## Biblische Grundlagen
Die tradierte Aufzählung umfasste ursprünglich die folgenden Werke der Barmherzigkeit:
- Hungernde speisen
- Dürstenden zu trinken geben
- Nackte bekleiden
- Fremde aufnehmen
- Kranke besuchen
- Gefangene besuchen
- Tote begraben

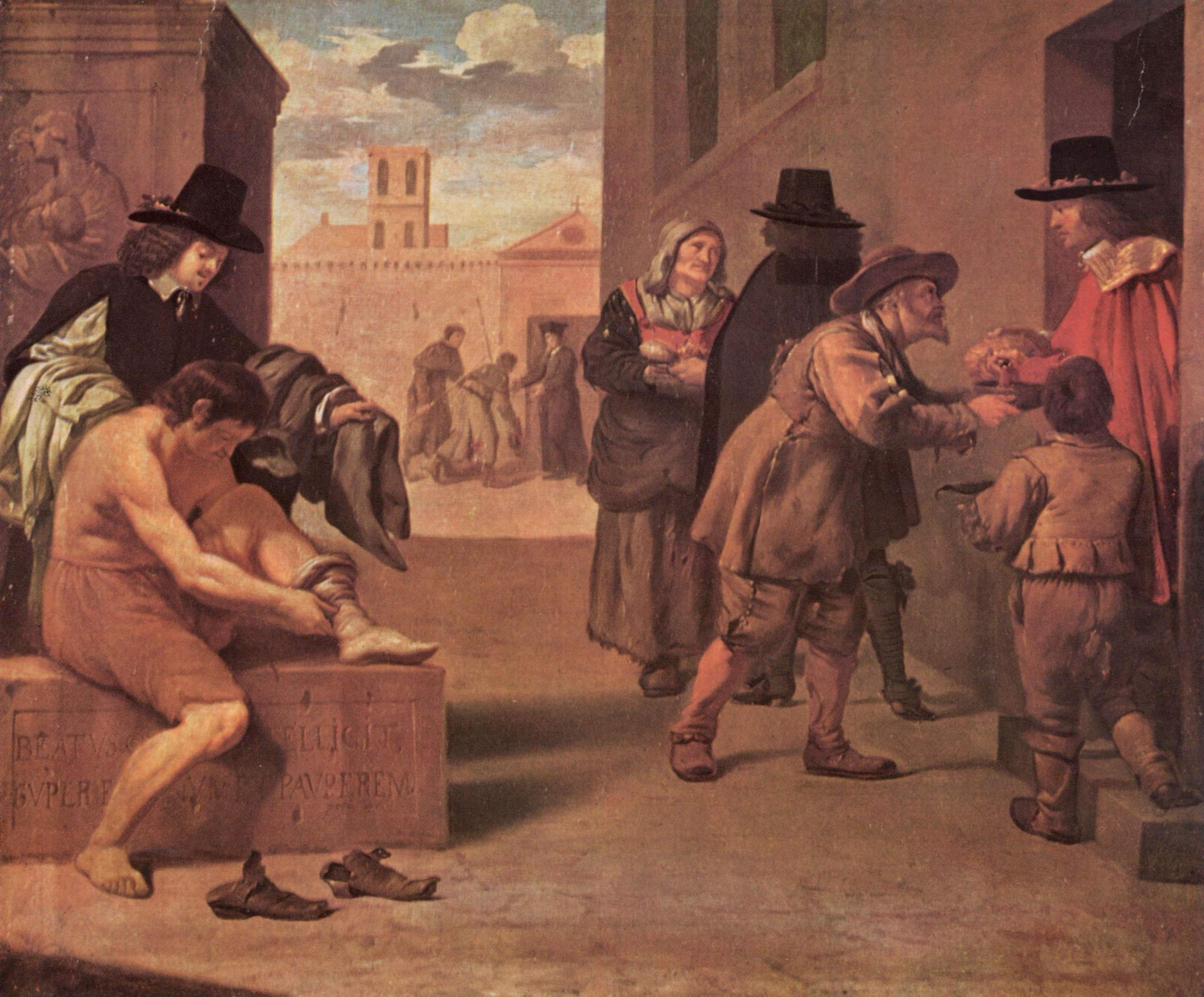
Pierre Montallier: Die Werke der Barmherzigkeit, 1680

Die Reihenfolge dieser Werke folgt der sogenannten Endzeitrede Jesu in Matthäus (Mt 25,34–46 ). Das siebte Werk, die Bestattung der Toten, wurde von dem Kirchenvater Lactantius mit Bezug auf das Buch Tobit (Tob 1,17–20 ) hinzugefügt und hat sich in der katechetischen Tradition der Kirche als Bestandteil der „sieben Werke der Barmherzigkeit“ etabliert. Allerdings fügte Lactantius in Epitome divinarum institutionum nicht allein dieses Werk hinzu, sondern nannte insgesamt neun Werke:
- mit Nahrungsbedürftigen teilen
- Nackte bekleiden
- Unterdrückte aus der Übermacht befreien
- Fremde und Obdachlose aufnehmen
- Waisen verteidigen
- Witwen schützen
- Gefangene vom Feind loskaufen
- Kranke und Arme besuchen
- Mittellose und Ankömmlinge nicht unbestattet lassen

Die Liste umfasst verschiedene alt- und neutestamentliche Gebote, ohne dass sie einer einzelnen Bibelstelle zuzuweisen wären.

## Bedeutung
Die Bedeutung der „Werke der Barmherzigkeit“ liegt darin, dass das Tun der Barmherzigkeit nicht im Gedanken der Belohnung für gute Werke gründet, sondern in der Identifikation mit den Notleidenden (misericordia). Im Neuen Testament wird dies im Gleichnis vom barmherzigen Samariter (Lk 10,25–37 ) erzählt. Im 16. Jahrhundert galten spätmittelalterliche Frömmigkeitsformen wie Wallfahren, Rosenkranzgebete, Stiftungen als besonders gute Werke; die Reformatoren polemisierten dagegen. Martin Luther verfasste einen Sermon von den guten Werken (1520), in dem er den Glauben als das eine gute Werk bezeichnete, aus dem alle anderen guten Werke spontan und freudig getan werden, wobei ein Unterschied zwischen Alltagshandeln und besonderen, schwierigen Taten ebenso aufgehoben sei wie zwischen profanen und frommen Tätigkeiten; Rechtfertigung vor Gott erwachse allein aus dem Glauben (sola fide) und nicht aus guten Werken. Das Tridentinum hielt dagegen fest, dass ein glaubender Mensch durch gute Werke seine Gnade vermehren könne (augmentum gratiae). In der zweiten Hälfte des 16. Jahrhunderts wurde um die Frage der guten Werke zwischen Anhängern Luthers und Melanchthons der „Majoristischer Streit“ geführt.
Diese theologischen Unterschiede von Katholiken und Lutheranern in der Frage der Werkgerechtigkeit bestehen weiterhin, auch wenn durch das ökumenische Gespräch das Verständnis für die je andere Begrifflichkeit gewachsen ist (Gemeinsame Erklärung zur Rechtfertigungslehre, 38–39). In lutherischer Tradition ist eine Liste von Werken der Barmherzigkeit als besonderen guten Werken nicht üblich. Der Katechismus der katholischen Kirche (KKK 2447) nennt in der vorreformatorischen katechetischen Tradition weiterhin Werke der Barmherzigkeit und unterscheidet zwischen sieben geistlichen und sieben leiblichen Werken:

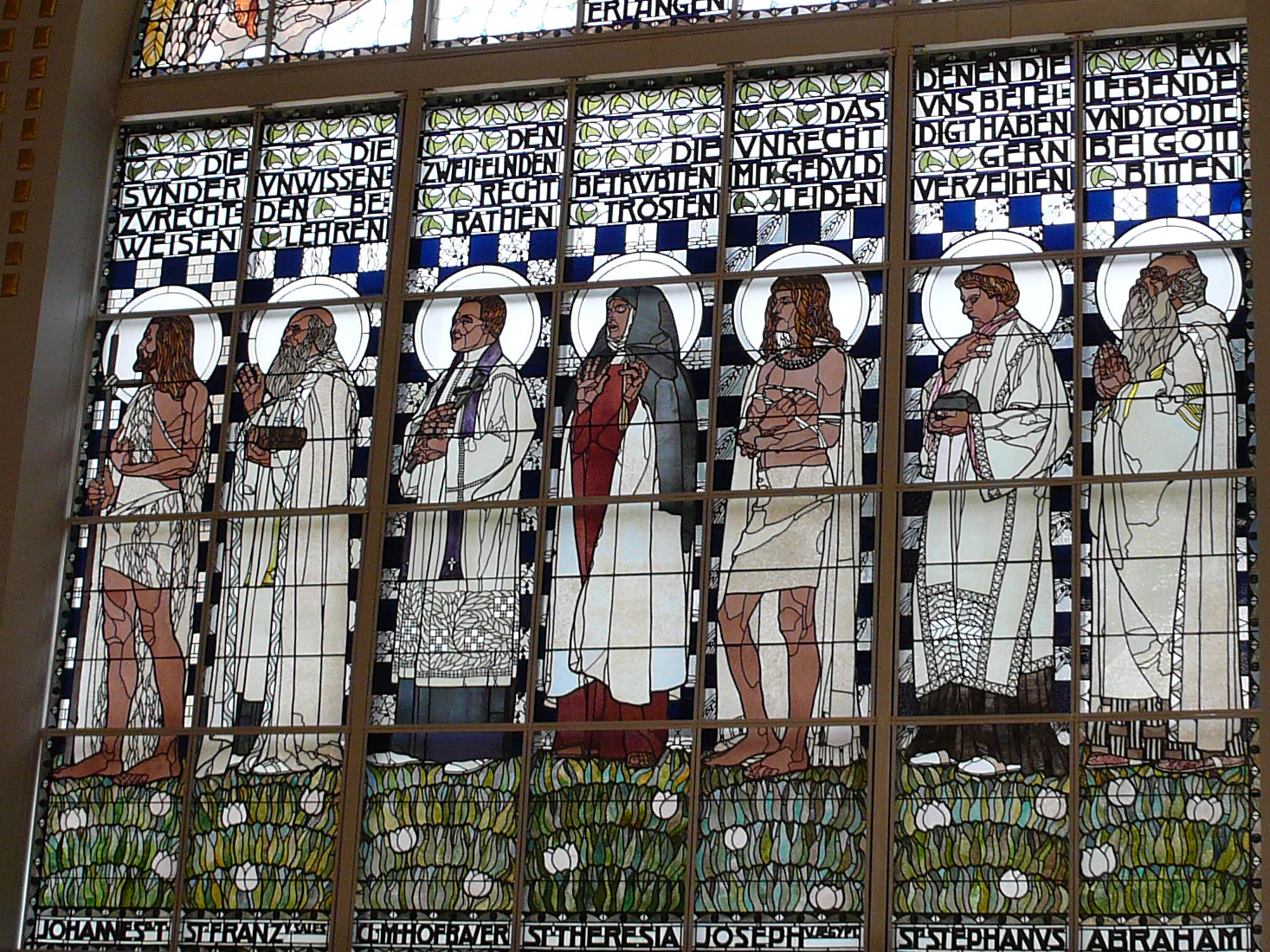
Die sieben geistlichen Werke – Fenster in der Kirche am Steinhof, Wien

- Geistliche Werke der Barmherzigkeit:
  - Unwissende lehren
  - Zweifelnde beraten
  - Trauernde trösten
  - Sünder zurechtweisen
  - Beleidigern gerne verzeihen
  - Lästige geduldig ertragen
  - für Lebende und Verstorbene beten

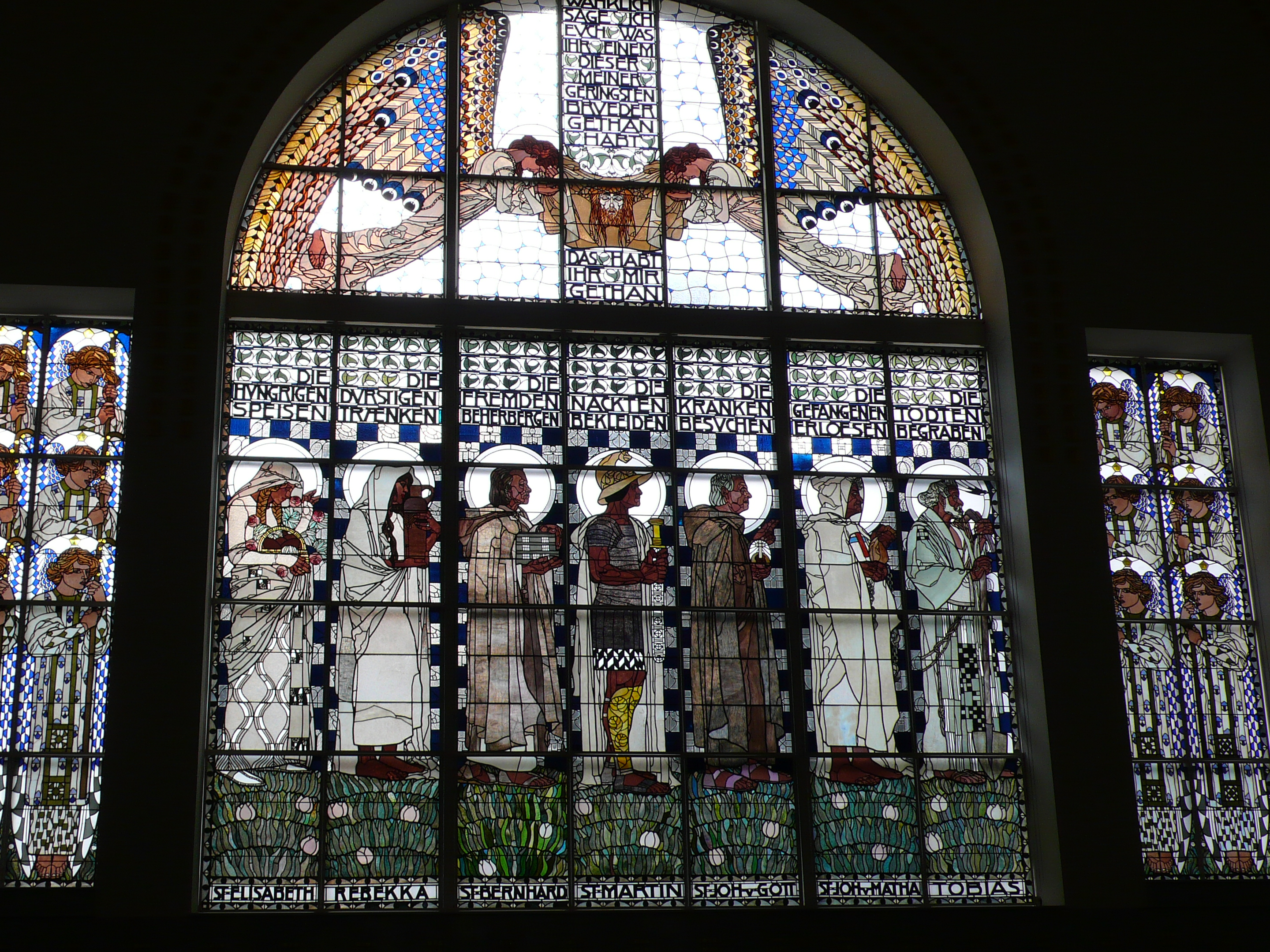
Die sieben leiblichen Werke – Fenster in der Kirche am Steinhof, Wien

- Leibliche Werke der Barmherzigkeit:
  - Hungrige speisen
  - Obdachlose beherbergen
  - Nackte bekleiden
  - Kranke besuchen
  - Gefangene besuchen
  - Tote begraben
  - Almosen geben

Dabei wird insbesondere das Almosengeben in Bezug auf Tobit (Tob 4,5–11 ), Jesus Sirach (Sir 17,22 ) und Matthäus (Mt 6,2–4 ) hervorgehoben.
Wie der Krankenbesuch gehört auch die Heilkunde zu den Werken der Barmherzigkeit und dementsprechend wurde (etwa in einer Würzburger, vom Fürstbischof erlassenen Medizinalordnung des 16. Jahrhunderts) es als selbstverständlich erachtet, dass kein Arzt die Behandlung eines Patienten ablehnen dürfe, selbst wenn keine Aussicht auf Heilung bestand.

## Die „Werke der Barmherzigkeit“

### Malerei

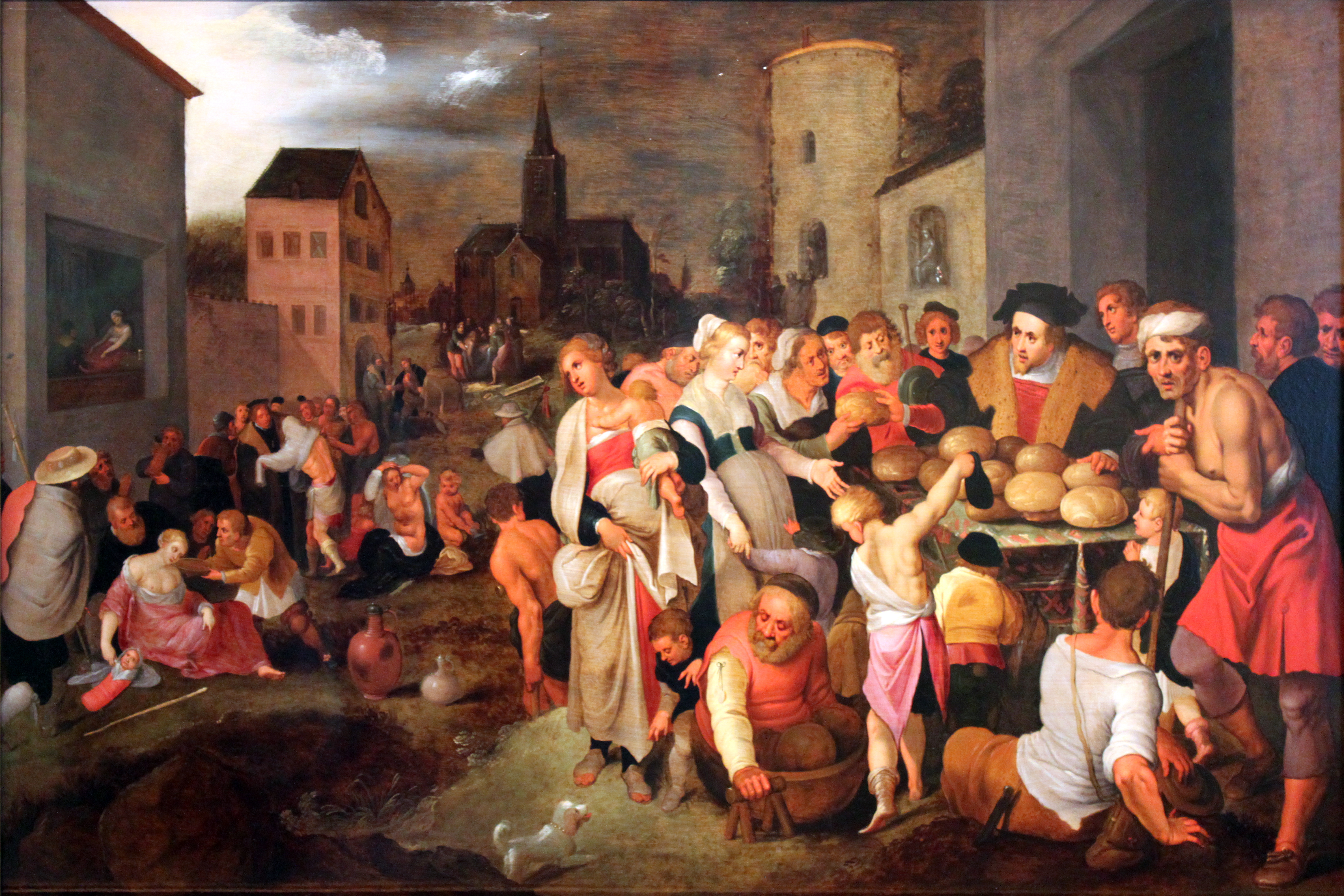
Frans II Francken: Die sieben Werke der Barmherzigkeit, 1605, (Deutsches Historisches Museum, Berlin)

Die Sieben Werke der Barmherzigkeit sind ein beliebtes Thema der christlichen Ikonographie. In manchen Darstellungen des Mittelalters wurden den sieben Werken die sieben Todsünden (Geiz, Zorn, Neid, Trägheit, Unkeuschheit, Unmäßigkeit, Stolz) allegorisch gegenübergestellt.

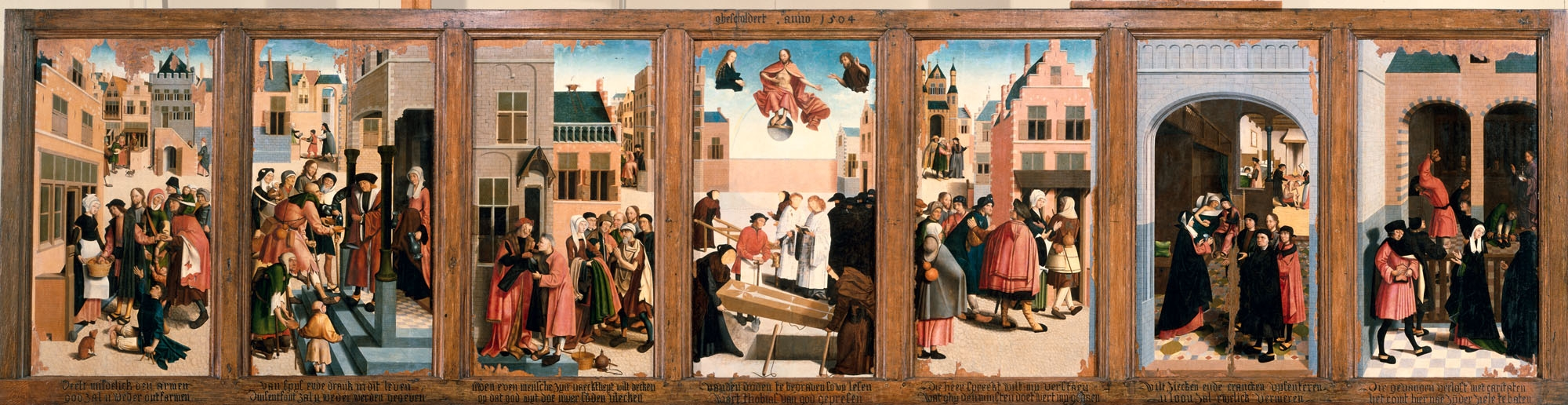
Meister von Alkmaar: Die sieben Werke der Barmherzigkeit, 1504, Öl auf Holz (derzeit Rijksmuseum Amsterdam)

Die bildliche Darstellung der Werke der Barmherzigkeit setzte im 12. Jahrhundert ein. Am Anfang der Verbildlichung des Themas stand die sogenannte vatikanische Weltgerichtstafel, die gemäß Stifterbild zwischen 1061 und 1071 wohl für den Konvent der Schwestern von Santa Maria in Campo Marzio geschaffen wurde und sich heute in den Vatikanischen Museen befindet.

Caravaggio: Die sieben Werke der Barmherzigkeit, 1607

Gute hundert Jahre später wurden die sechs Werke, wie sie bei Matthäus beschrieben sind, an der Galluspforte des Basler Münsters dreidimensional und an einem städtischen Monument in Szene gesetzt.
Im Jahr 1504 schuf der niederländische Meister von Alkmaar, auch „Meister der sieben Werke der Barmherzigkeit“ genannt, das Polyptychon mit sieben Tafelbildern, in denen jeweils eines der sieben Werke der Barmherzigkeit dargestellt ist. Das mehrteilige Gemälde wurde für die St.-Laurentius-Kirche (Grote Kerk) in Alkmaar geschaffen.
Ein Hauptwerk der Ikonographie dieses Themas ist das Altarbild (1606/07) von Caravaggio in Neapel, das im Auftrag der Confraternità del Pio Monte della Misericordia für ihre Kirche entstand. In diesem Gemälde haben die starken Hell-Dunkel-Kontraste des Künstlers auch semantische Bedeutung, wie Ralf van Bühren zeigte. Das helle Licht im Chiaroscuro Caravaggios lässt sich als Metapher der Barmherzigkeit deuten, das dem Publikum im eigenen Leben hilft, Vergebung und Barmherzigkeit als göttliche Gnade zu entdecken und zugleich als Tugend selbst zu vollziehen.
Siehe auch: Sechs Werke der Barmherzigkeit (St. Emmeram, Wemding)

### Theater
Das sirene Operntheater brachte 2020 sieben neue Musiktheaterwerke zu den sieben Werken der Barmherzigkeit auf die Bühne.